# Finite Elements in Analysis and Design
Finite Elements in Analysis and Design is een internationaal, aan collegiale toetsing onderworpen wetenschappelijk tijdschrift op het gebied van de
toegepaste wiskunde en de mechanica.
De naam wordt in literatuurverwijzingen meestal afgekort tot Finite Elem. Anal. Des.
Het tijdschrift is opgericht in 1985 en wordt uitgegeven door Elsevier.